# Греко-римская борьба на летних Олимпийских играх 1960 — до 73 кг
Соревнования по греко-римской борьбе в рамках Олимпийских игр 1960 года в полусреднем весе (до 73 килограммов) прошли в Риме с 26 по 31 августа 1960 года в «Базилике Максенция».
Турнир проводился по системе с начислением штрафных баллов, но в сравнении с прошлыми играми, сменилась система их начисления и был введён такой результат, как ничья. За чистую победу штрафные баллы не начислялись, за победу по очкам борец получал один штрафной балл, за ничью два штрафных балла, за поражение по очкам три штрафных балла, за чистое поражение — четыре штрафных балла. Борец, набравший шесть штрафных баллов, из турнира выбывал. Трое оставшихся борцов выходили в финал, где проводили встречи между собой. Встречи между финалистами, состоявшиеся в предварительных схватках, шли в зачёт. Схватка по регламенту турнира продолжалась 12 минут. Если в течение первых шести минут не было зафиксировано туше, то судьи могли определить борца, имеющего преимущество. Если преимущество никому не отдавалось, то назначалось четыре минуты борьбы в партере, при этом каждый из борцов находился внизу по две минуты (очередность определялась жребием). Если кому-то из борцов было отдано преимущество, то он имел право выбора следующих шести минут борьбы: либо в партере сверху, либо в стойке. Если по истечении четырёх минут не фиксировалась чистая победа, то оставшиеся две минуты борцы боролись в стойке.
В полусреднем весе боролись 27 участников. Самым молодым был 20-летний борец Анталь Рицмайер, самым возрастным 31-летний Митхат Байрак. Претендентами на медали были Григорий Гамарник, вице-чемпион мира 1958 года и Валериу Буларка, бронзовый призёр того же чемпионата. Чемпион мира 1958 года Казым Айваз перешёл в средний вес. Все остальные борцы международных регалий можно сказать не имели. В шестом круге определились три финалиста: Митхат Байрак, Гюнтер Маричнигг и Рене Ширмейер. Они не встречались между собой и имели все по пять штрафных баллов, поэтому должен был быть проведён полноценный круговой турнир с равными шансами у каждого. В первой встрече Маричнигг выиграл у Ширмейера, но во второй чисто проиграл Байраку. Байрак также победил и в третьей встрече, и стал чемпионом Олимпийских игр.  

## Призовые места
- Митхат Байрак (TUR)
- Гюнтер Маричнигг (EUA)
- Рене Ширмейер (FRA)

## Первый круг
| Штрафных баллов | Участник 1               | Результат    | Участник 2            | Штрафных баллов |
| --------------- | ------------------------ | ------------ | --------------------- | --------------- |
| 1               | Харальд Барли (NOR)      | По очкам     | Анхель Куэтос (ESP)   | 3               |
| 1               | Григорий Гамарник (URS)  | По очкам     | Бьярн Ансболь (DEN)   | 3               |
| 1               | Сатихико Такэда (JPN)    | По очкам     | Карл Оомен (BEL)      | 3               |
| 2               | Валериу Буларка (ROU)    | Ничья        | Кирил Петков (BUL)    | 2               |
| 1               | Гюнтер Маричнигг (EUA)   | По очкам     | Фриц Фивиан (USA)     | 3               |
| 0               | Ханс-Йорг Хиршбюль (SUI) | Туше (11:52) | Хишам Идо (LIB)       | 4               |
| 1               | Матти Лааксо (FIN)       | По очкам     | Бернар Филипп (LUX)   | 3               |
| 1               | Франко Бенедетти (ITA)   | По очкам     | Роберт Кларк (AUS)    | 3               |
| 0               | Рене Ширмейер (FRA)      | Туше (11:52) | Эдвард Жулавник (POL) | 4               |
| 1               | Бен Али (UAR)            | По очкам     | Сэм Азулай (MAR)      | 3               |
| 0               | Бертиль Нюстрём (SWE)    | Туше (11:52) | Аб Росбаг (NED)¹      | 4               |
| 1               | Франц Бергер (AUT)       | По очкам     | Хуан Ролон (ARG)      | 3               |
| 1               | Митхат Байрак (TUR)      | По очкам     | Стеван Хорват (YUG)   | 3               |
| 0               | Анталь Рицмайер (HUN)    | Пропускал    |                       |                 |

¹ Снялся с соревнований

## Второй круг
| Штрафных баллов | Участник 1              | Результат    | Участник 2               | Штрафных баллов |
| --------------- | ----------------------- | ------------ | ------------------------ | --------------- |
| 1               | Анталь Рицмайер (HUN)   | По очкам     | Анхель Куэтос (ESP)      | 6               |
| 2               | Григорий Гамарник (URS) | По очкам     | Харальд Барли (NOR)      | 4               |
| 3               | Сатихико Такэда (JPN)   | Ничья        | Бьярн Ансболь (DEN)      | 5               |
| 3               | Валериу Буларка (ROU)   | По очкам     | Карл Оомен (BEL)         | 6               |
| 3               | Кирил Петков (BUL)      | По очкам     | Фриц Фивиан (USA)        | 6               |
| 1               | Гюнтер Маричнигг (EUA)  | Туше (8:59)  | Хишам Идо (LIB)          | 8               |
| 2               | Матти Лааксо (FIN)      | По очкам     | Ханс-Йорг Хиршбюль (SUI) | 3               |
| 4               | Роберт Кларк (AUS)      | По очкам     | Бернар Филипп (LUX)      | 6               |
| 3               | Франко Бенедетти (ITA)  | Ничья        | Рене Ширмейер (FRA)      | 2               |
| 3               | Сэм Азулай (MAR)        | Неявка       | Эдвард Жулавник (POL)    | 8               |
| 3               | Бен Али (UAR)           | Ничья        | Бертиль Нюстрём (SWE)    | 2               |
| 1               | Митхат Байрак (TUR)     | Туше (10:29) | Франц Бергер (AUT)       | 4               |
| 3               | Стеван Хорват (YUG)     | Туше (0:27)  | Хуан Ролон (ARG)         | 7               |

## Третий круг
| Штрафных баллов | Участник 1               | Результат    | Участник 2             | Штрафных баллов |
| --------------- | ------------------------ | ------------ | ---------------------- | --------------- |
| 2               | Анталь Рицмайер (HUN)    | По очкам     | Харальд Барли (NOR)    | 7               |
| 2               | Григорий Гамарник (URS)  | Туше (1:16)  | Сатихико Такэда (JPN)  | 7               |
| 5               | Бьярн Ансболь (DEN)      | Туше (3:36)  | Валериу Буларка (ROU)  | 7               |
| 4               | Кирил Петков (BUL)       | По очкам     | Гюнтер Маричнигг (EUA) | 4               |
| 3               | Ханс-Йорг Хиршбюль (SUI) | Туше (1:08)  | Роберт Кларк (AUS)     | 8               |
| 3               | Матти Лааксо (FIN)       | По очкам     | Франко Бенедетти (ITA) | 6               |
| 2               | Рене Ширмейер (FRA)      | Туше (11:42) | Сэм Азулай (MAR)       | 7               |
| 5               | Франц Бергер (AUT)       | Ничья        | Бен Али (UAR)          | 6               |
| 2               | Митхат Байрак (TUR)      | По очкам     | Бертиль Нюстрём (SWE)  | 5               |
| 3               | Стеван Хорват (YUG)      | Пропускал    |                        |                 |

## Четвёртый круг
| Штрафных баллов | Участник 1              | Результат      | Участник 2               | Штрафных баллов |
| --------------- | ----------------------- | -------------- | ------------------------ | --------------- |
| 4               | Стеван Хорват (YUG)     | По очкам       | Анталь Рицмайер (HUN)    | 5               |
| 2               | Григорий Гамарник (URS) | Туше (3:35)    | Кирил Петков (BUL)       | 8               |
| 5               | Гюнтер Маричнигг (EUA)  | По очкам       | Бьярн Ансболь (DEN)      | 8               |
| 2               | Рене Ширмейер (FRA)     | Туше (5:19)    | Ханс-Йорг Хиршбюль (SUI) | 7               |
| 3               | Матти Лааксо (FIN)      | Травма (10:25) | Бертиль Нюстрём (SWE)    | 9               |
| 2               | Митхат Байрак (TUR)     | Пропускал      |                          |                 |

## Пятый круг
| Штрафных баллов | Участник 1             | Результат   | Участник 2              | Штрафных баллов |
| --------------- | ---------------------- | ----------- | ----------------------- | --------------- |
| 3               | Митхат Байрак (TUR)    | По очкам    | Анталь Рицмайер (HUN)   | 8               |
| 5               | Стеван Хорват (YUG)    | По очкам    | Григорий Гамарник (URS) | 5               |
| 5               | Гюнтер Маричнигг (EUA) | Туше (2:31) | Матти Лааксо (FIN)      | 7               |
| 2               | Рене Ширмейер (FRA)    | Пропускал   |                         |                 |

## Шестой круг
| Штрафных баллов | Участник 1              | Результат | Участник 2          | Штрафных баллов |
| --------------- | ----------------------- | --------- | ------------------- | --------------- |
| 6               | Стеван Хорват (YUG)     | По очкам  | Рене Ширмейер (FRA) | 5               |
| 7               | Григорий Гамарник (URS) | Ничья     | Митхат Байрак (TUR) | 5               |
| 5               | Гюнтер Маричнигг (EUA)  | Пропускал |                     |                 |

## Финал

### Встреча 1
| Штрафных баллов | Участник 1             | Результат | Участник 2          | Штрафных баллов |
| --------------- | ---------------------- | --------- | ------------------- | --------------- |
| 6               | Гюнтер Маричнигг (EUA) | По очкам  | Рене Ширмейер (FRA) | 8               |
| 5               | Митхат Байрак (TUR)    | Пропускал |                     |                 |

### Встреча 2
| Штрафных баллов | Участник 1          | Результат   | Участник 2             | Штрафных баллов |
| --------------- | ------------------- | ----------- | ---------------------- | --------------- |
| 5               | Митхат Байрак (TUR) | Туше (1:47) | Гюнтер Маричнигг (EUA) | 10              |
| 8               | Рене Ширмейер (FRA) | Пропускал   |                        |                 |

### Встреча 3
| Штрафных баллов | Участник 1             | Результат | Участник 2          | Штрафных баллов |
| --------------- | ---------------------- | --------- | ------------------- | --------------- |
| 5               | Митхат Байрак (TUR)    | По очкам  | Рене Ширмейер (FRA) | 11              |
| 10              | Гюнтер Маричнигг (EUA) | Пропускал |                     |                 |